# Almut Henkel
Almut Henkel (* 1962 in Bottrop) ist eine deutsche Theaterschauspielerin.

## Leben
Almut Henkel wurde in Bottrop geboren und ist in Erlangen aufgewachsen. Nach der Schule absolvierte sie zwei Semester Geschichte und Englisch, von 1982 bis 1984 besuchte sie die Hochschule für Musik und Darstellende Kunst Stuttgart. Nach ihrem Diplomabschluss folgten Engagements an den Städtischen Bühnen Basel, am Gallus Theater in Frankfurt am Main, am Hessischen Staatstheater Wiesbaden, Staatstheater Karlsruhe und dem Stadttheater Heidelberg. Seit 1988 ist Almut Henkel festes Ensemblemitglied am Nationaltheater Mannheim. Hier wurde sie 1989 mit ihrer Darstellung des Käthchens in Das Käthchen von Heilbronn (Kleist) von der Zeitschrift Theater heute als Nachwuchsschauspielerin des Jahres ausgezeichnet.
1993 wurde sie mit Yvonne, die Burgunderprinzessin mit dem Stadttheater Heidelberg zum Berliner Theatertreffen eingeladen. 1994 folgte eine weitere Einladung zum Theatertreffen mit dem Nationaltheater Mannheim mit Walpurgisnacht, wo sie die Tamarotschka mimte.
Almut Henkel ist Gründungsmitglied des Mannheimer Kulturklub Mittelpunkt, einer Begegnungsstätte im Brennpunktviertel T2, 16 in Mannheim. Sie war Leiterin des Kulturbereichs und organisierte Events, u. a. auch eigene Lesungen.
Am Nationaltheater Mannheim arbeitet Almut Henkel mit Regisseuren wie Thomas Langhoff, Armin Petras, Niklaus Helbling, Burkhard C. Kosminski, Hans Neuenfels, Susanne Lietzow und Cilli Drexel.
Almut Henkel ist auch als Sprecherin und im Film aktiv.
Almut Henkel lebt in Mannheim und hat eine Tochter.

## Theater (Eine Auswahl)
- Mehrere Figuren (Die Zukünftige von Svenja Viola Bungarten) Uraufführung | Regie: Theresa Thomasberger Nationaltheater Mannheim | 2023
- Kuoni/Freiherr von Attinghausen/Berta von Bruneck (Wilhelm Tell von Friedrich Schiller mit Musik von Falk Effenberger) | Christian Weise | Nationaltheater Mannheim | 2023
- Emine (Dschinns nach dem Roman von Fatma Aydemir) Uraufführung | Selen Kara | Nationaltheater Mannheim | 2022
- Fabrikbesitzerin und Karls Mutter (Eine Volksfeindin nach Hendrik Ibsen) | Katrin Plötner| Nationaltheater Mannheim 2022
- Verschiedene Rollen (Das Floß der Medusa) Christian Weise| Nationaltheater Mannheim 2021
- Helena/Hermia/Demetrius/Lysander (Ein Sommernachtstraum) Jakob Weiss | Nationaltheater Mannheim 2021
- Theobald Friedeborn (Das Käthchen von Heilbronn oder die Feuerprobe) Christian Weise | Nationaltheater Mannheim 2021
- Sina (Hundeherz. nach der Erzählung von Michail Bulgakow) Christoph Bornmüller | Nationaltheater Mannheim 2019
- Polina Andrejewna (Die Möwe) Christian Weise | Nationaltheater Mannheim 2019
- Olive (Liebe. Eine argumentative Übung) Jakob Weiss | Nationaltheater Mannheim 2019
- Maximilian, Graf Moor (Die Räuber) Christian Weise | Nationaltheater Mannheim 2018
- Luise (Istanbul) Selen Kara | Nationaltheater Mannheim 2018
- Lischen (Der Alpenkönig und Menschenfeind) Susanne Lietzow I  Nationaltheater Mannheim, 2018
- Silvia (Wie kann ich dich finden) Friederike Heller I Nationaltheater Mannheim, 2017
- Mutter Courage (Mutter Courage und ihre Kinder) André Bücker I Nationaltheater Mannheim, 2012
- Arsinoe (Der Menschenfeind) Cilli Drexel I Nationaltheater Mannheim, 2010
- Armgard (Wilhelm Tell) Thomas Langhoff, Nationaltheater Mannheim, 2005
- Frau Krause (Vor Sonnenaufgang) Armin Petras I Nationaltheater Mannheim, 2005
- Frau Hafersatt (Unschuld) Jens-David Herzog I Nationaltheater Mannheim, 2005
- Auguste (Auguste Bolte) Niklaus Helbling I Nationaltheater Mannheim, 2001

## Audio (Auswahl aktueller Produktionen)
- 2023 Miss Truax in „Herr der Lage“, Regie: Irene Schuck, Hörspiel, SWR
- 2023 Gaia in „Mädchen, Frau etc.“ von Bernadine Evaristo, Hörspiel, hr
- 2023 Mitarbeiterin des Jugendamts in „Worüber man nicht spricht“, Regie: Kirstin Petri, Hörspiel, SWR
- 2021 Miss Bates in „Emma“ von Jane Austen, Regie: Christiane Ohaus, Hörspiel hr
- 2021 Shawna Truly in „Wenn Engel brennen“ von Tawni O’Dell, Hörspiel, SWR
- 2020 Mrs. Frances Price in „Mansfield Park“ von Jane Austen, Regie: Iris Drögekamp, Hörspiel, hr/SWR
- 2020 „Ich! Fliege! Nicht!“ Kinderhörspiel von Thilo Reffert, hr
- 2018 Marietta in „O Sole Mio“, Krimi-Hörspiel, SWR

## Film und Fernsehen (Auswahl)
- 2023 Tatort: Gold. Ein Lena Odenthal Tatort Regie: Fred Breinersdorfer & Katja Röder, ARD
- 1992 Vorsicht Falle Regie: Günther Göldner, ZDF